# Filtro mediano

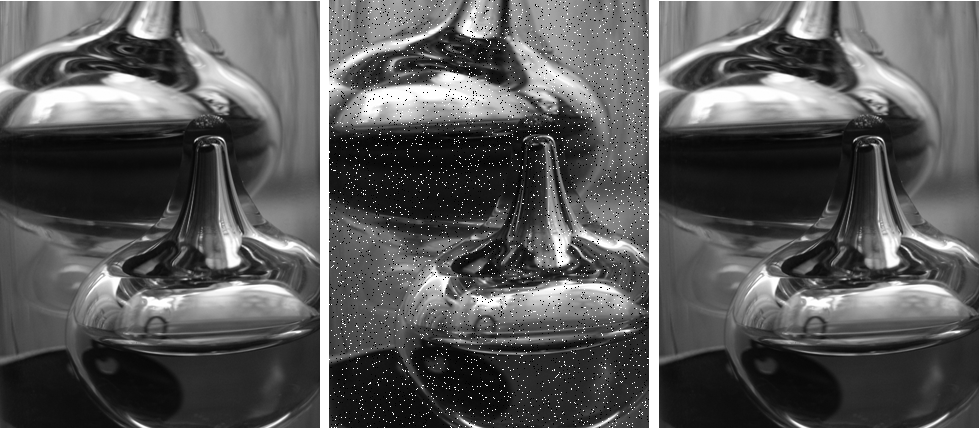
Esempio di immagine a cui è stato applicato del rumore sale e pepe, e quindi ripulita grazie al filtro mediano.

Nella teoria dei segnali, un filtro mediano è un filtro digitale che viene utilizzato per eliminare il rumore da immagini o da segnali digitali.
Solitamente questo filtro viene utilizzato come pre-processing prima di effettuare altre operazioni, come ad esempio trovare i contorni. È anche spesso usato per rimuovere il rumore sale e pepe.
Il principio di funzionamento di questo filtro è di lavorare su singolo campione, andandolo a sostituire con il valore mediano dei suoi vicini, rappresentati da una cosiddetta finestra, con al centro il valore da sostituire.

## Esempio in una dimensione
Per mostrare, utilizzando una finestra di 3 valori, come funziona il filtro mediano, vediamo come si applica a questo semplice segnale:
{\displaystyle x=[2,80,6,3]} (utilizzeremo il metodo di ripetizione sui bordi spiegato nel prossimo paragrafo)

Quindi il filtro mediano produce in uscita il segnale {\displaystyle y}:

{\displaystyle y[1]=Median[2,2,80]=2}

{\displaystyle y[2]=Median[2,80,6]=Median[2,6,80]=6}

{\displaystyle y[3]=Median[80,6,3]=Median[3,6,80]=6}

{\displaystyle y[4]=Median[6,3,3]=Median[3,3,6]=3}

ad esempio: {\displaystyle y=[2,6,6,3]}.

## Comportamenti sui bordi
Ci sono più modi per decidere che valori prendere in considerazione per riempire la finestra quando questa interseca un bordo. Ognuno ha proprietà diverse che possono essere più o meno adatte a seconda delle circostanze. Alcuni metodi sono elencati di seguito.
- Ripetere i valori sui bordi. Questo è il caso dell'esempio precedente in cui il primo valore del segnale di ingresso è stato ripetuto per riempire la finestra.
- Evitare di filtrare i valori sui bordi (in modo che la finestra resti sempre tutta "all'interno" dei dati da filtrare).
- Recuperare valori da altri punti del segnale (per esempio dal bordo opposto).
- Utilizzare valori di default (per esempio valori nulli).
- Restringere la finestra man mano che ci si avvicina a un bordo.